# Erik Nyindu
Erik Nyindu kibambe (de son nom complet), né le 31 décembre 1970 à Kinshasa est un Journaliste d'origine congolaise. Il est directeur de la cellule de communication du président Félix Tshisekedi depuis le 5 mars 2021, succédant ainsi à Lydie Omanga.

## Biographie
Issu d'une famille mixte, originaire du Kasaï Oriental et du Katanga, Erik nyindu est d'abord licencié en philosophie à l’Université libre de Bruxelles (ULB), en suite en communication.

## Parcours
Journaliste de profession depuis près de 25 ans, d’abord présentateur à Télé-Matonge, puis journaliste radio à Télé Bruxelles et TV5, il affectionne particulièrement les sujets concernant le développement économique et social de l’Afrique, ainsi que ses rapports avec l’Occident.
Les téléspectateurs de TV 5 l'on souvent retrouver aux commandes des éditions nocturnes du «Journal Mondial» et du «Journal Africain» du jeudi au dimanche,.
Le documentaire politique L’Avenir dure longtemps: un certain regard sur la presse congolaise, diffusé en 2007, est son premier grand reportage.
En 2007, Erik Nyindu est repéré par VoxAfrica, la chaîne de télévision dédiée à l’Afrique qui diffuse à partir de Londres en anglais et en français. Il part s’installer là-bas avec sa femme et ses trois enfants et deviendra rapidement le rédac-chef et directeur de l’information.
Lorsqu’en 2011, Vox Africa lui fait savoir qu’elle souhaite s’implanter également sur le continent européen, Erik Nyindu décide de monter sa société de production audiovisuelle doublée d’une régie commerciale. Il revient donc à Bruxelles pour lancer sa société de production Vox Media. 
Après quelques mois, il parvient à se faire sa place avec d’innombrables interviews et magazines politiques et économiques essentiellement, mais aussi la promotion d’entreprises, de PME-PMI et le lancement de start-up locales. 
Voxafrica TV est aujourd’hui reçu par 30 millions de téléspectateurs avec une diffusion principalement en France, Belgique, Suisse, Royaume-Uni et Afrique sub-saharienne.
Il est parmi les journalistes ayant marqué par son passage à la BX1, anciennement Télé Bruxelles.
Quand l’actualité économique et financière qui le passionne lui en laisse le temps, c’est vers la philosophie qu’Erik Nyindu aime se tourner. Histoire de temporiser et prendre du recul dans ce monde en permanente agitation.
Erik Nyindu Kibambe est consultant indépendant en stratégie Médias et Communications depuis Août 2019.
De 2017 à 2019, il a dirigé la rédaction de Medi 1 TV -Afrique, la chaîne internationale dédiée à l’Afrique basée au Maroc,.
Ce journaliste expérimenté qui s’est bâti une solide réputation dans le monde des médias vient d’être nommé depuis le vendredi 05 mars Directeur de la cellule de communication de la présidence de la république.
Il arrive à la tête d’une communication présidentielle après de récents dysfonctionnements de ces services avec notamment un « recadrage » du porte-parole Kasongo Mwema à la suite de « commentaires malheureux » à un communiqué de la CENCO sur l’éventualité d’une hypothétique tenue des élections présidentielles en 2023.